# Star to a Young Culture
Star to a Young Culture es el álbum sencillo debut del grupo femenino surcoreano STAYC. Fue lanzado digitalmente y físicamente el 12 de noviembre de 2020, por High Up Entertainment y distribuido por Kakao M. El disco consta de dos temas, ambos producidos por Black Eyed Pilseung.

## Antecedentes y lanzamiento
El 11 de octubre, High Up Entertainment anunció que su primer grupo de chicas StayC debutaría el 12 de noviembre de 2020.  Todas los miembros del grupo fueron anunciadas entre el 8 de septiembre y el 22 de octubre. El título de su álbum sencillo se  anunció que sería Star to a Young Culture , con el sencillo principal "So Bad". Se anunció que el álbum sería producido por Black Eyed Pilseung , el dúo describió el sonido del grupo como "Teen Fresh", una combinación de "Teen" y "Fresh", destacando los "colores vocales individuales únicos" del grupo.
Para promocionar el álbum, el grupo presentó su sencillo principal «So Bad» y  «Like This» a través de una presentación de debut en VLIVE.  El grupo hizo su debut en un programa de música el 13 de noviembre de 2020 en KBS Music Bank ,  que fue seguido con presentaciones en Show Champion , Inkigayo y The Show.
En cuanto a la composición musical, So Bad es un Synth-Pop, con toques de Bubblegum Pop, Electro-Pop, Y Like This es un R&B Bailable con fuertes golpes hip-hop y sintetizadores.

## Vídeo musical
«So Bad»  fue lanzado como el sencillo principal y el título junto con el EP el 12 de noviembre de 2020. El video musical de la canción recibió más de 2.6 millones de visitas en las primeras 24 horas. La canción debutó en el número 90 en el K-pop Hot 100 de Billboard y luego alcanzó el número 82 y el número 21 en la lista de World Digital Song Sales . La canción también alcanzó el puesto 159 en la lista digital coreana de Gaon Digital Chart.

## Desempeño comercial
El EP vendió más de 4,300 copias en su primer día, la mayor cantidad para un grupo de chicas que hizo su debut en 2020. Continuó vendiendo más de 10,000 copias en su primera semana, convirtiéndose en el primer álbum debut de un grupo de chicas en 2020 en lograrlo. Después de debutar en el número 17, el EP alcanzó el número 6 en la lista de álbumes coreanos de Gaon . El grupo también logró obtener más de 30 mil streams y más de 10 mil oyentes en Genie Music .

## Lista de canciones
| Lista de canciones de Star to a Young Culture |             |                               |                               |          |          |  |
| N.º                                           | Título      | Letras                        | Música                        | Arreglos | Duración |  |
| 1.                                            | «So bad»    | Black Eyed Pilseung, Jeon Gun | Black Eyed Pilseung, Jeon Gun | Rado     | 3:32     |  |
| 2.                                            | «Like This» | Black Eyed Pilseung, Jeon Gun | Black Eyed Pilseung, Jeon Gun | Rado     | 3:06     |  |
| 6:38                                          |             |                               |                               |          |          |  |

## Posicionamiento en listas
| Lista (2020)         | Mejor posición |
| -------------------- | -------------- |
| Corea del Sur (Gaon) | 6              |

## Historial de lanzamiento
| Región        | Fecha                   | Formato                    | Distribuidor                  | Ref.   |
| ------------- | ----------------------- | -------------------------- | ----------------------------- | ------ |
| Varios        | 12 de noviembre de 2020 | Descarga digital streaming | High Up Entertainment Kakao M | [ 11 ] |
| Corea del Sur | 13 de noviembre de 2020 | CD                         | High Up Entertainment Kakao M | [ 11 ] |